# Iŭe
Iŭe (in bielorusso Іўе?) è un comune della Bielorussia, situato nella regione di Hrodna.